# Neolitický sídelní areál Bylany
Archeologické naleziště Bylany u Kutné Hory (též neolitický sídelní areál Bylany) je archeologická lokalita na jihovýchodním okraji vesnice Bylany, na poli jižním směrem k hrázi Velkého rybníka a také východním směrem zhruba podél toku Bylanky, asi 2,5 kilometru jihozápadně vzdušnou čarou od centra Kutné Hory. Pozdější výzkumy učinily významné archeologické objevy rovněž v prostoru mezi Bylany a Miskovicemi a také u samotných Miskovic. U jihovýchodního okraje vesnice Bylany je současně detašované pracoviště Archeologického ústavu Akademie věd ČR. Archeologické naleziště je kulturní památka (číslo rejstříku ÚSKP 45870/2-3547). Jiná archeologická lokalita se nachází u vesnice Bylany nedaleko Českého Brodu v okrese Kolín.
Památkový katalog Národního památkového ústavu charakterizuje předmět ochrany takto: „Prostor archeologicky zkoumaného rozsáhlého neolitického sídliště. Pozůstatky osídlení v polních tratích jsou dochovány pouze pod úrovní současného povrchu. Bylanské sídliště je klíčová lokalita české prehistorické archeologie.“

## Objev lokality a archeologický výzkum
Lokalita, kde jsou sprašové a tedy velmi úrodné půdy, byla objevena v 50. letech 20. století. Hlavní velkoplošný archeologický průzkum zde proběhl ve dvou etapách v letech 1955–1964 a 1966–1967 (vedoucím archeologických výzkumů byl Bohumil Soudský). Na ten navázaly v letech 1977–1980 a 1990, 1993 a 2004 menší odkryvy (v roce 2004 šlo o záchranný archeologický výzkum vzhledem k plánované výstavbě rodinných domků v části lokality).
V rámci hlavního velkoplošného průzkumu bylo odkryto celkem 7 hektarů pozůstatků osídlení z období kultury s lineární keramikou (cca 5500 až 4500 př. n. l.) a kultury s vypíchanou keramikou (cca 4500 až 4000 př. n. l.). Výzkum v Bylanech se stal jedním z nejdůležitějších odkryvů sídelního areálu neolitické kultury v Evropě a dodnes jde o největší odkrytou plochu neolitického sídliště v České republice (přestože původní záměry týmu Bohumila Soudského byly ještě mnohem rozsáhlejší).

## Neolitická osada prvních zemědělců
Údolí Bylanky bylo již v 6. tisíciletí před naším letopočtem osídleno obyvatelstvem zaměřeným na zemědělství, tato neolitická společnost tak vytváří první stabilní osídlení.
Při archeologických výzkumech na ploše kolem 7 hektarů bylo odkryto 134 půdorysů dlouhých kůlových domů a objeveno na 1300 dalších objektů (pece, stavební, zásobní a odpadní jámy ad.). Dále byl objeven velký kruhový útvar (rondel), který pravděpodobně sloužil jako shromaždiště a kultovní místo.
Neolitičtí zemědělci žili v lokalitě u současných Bylan po mnoho desítek generací, i když počet obyvatel v různých etapách nepravidelně stoupal a klesal a určitá místa byla přechodně opouštěna. Stavěli zde obydlí z kůlů a hlíny, vyráběli nástroje ze dřeva, kamene a kostí, vypalovali keramické nádoby, pěstovali pšenici, ječmen, čočku, hrách, proso a chovali zvířata: ovce, kozy, skot a prasata.
Na ploše kolem 120 hektarů se rozkládal rozsáhlý sídelní areál, kde byly během archeologického výzkumu identifikovány dvě hlavní neolitické kultury (kultury mladší doby kamenné). Nositelé kultury s lineární keramikou (jednoduché nádoby vyzdobené rovnými či zavinutými čarami) byli vůbec prvním zemědělci na území Čech a Moravy. Do oblasti Kolín – Kutná Hora – Čáslav dorazili první zemědělci kolem roku 5600 př. n. l. podél Labe, dále pak pronikali proti proudu Vrchlice a Bylanky, ve zdejší lokalitě se usadili zřejmě kolem roku 5500 př. n. l. Podle současných představ byla totiž tehdejší krajina pokryta téměř souvislým lesním porostem, naopak údolí řek bez sedimentů byla většinou bez vegetace a tvořila tak přirozené cesty.
Na konci období kultury s lineární keramikou klesá počet i kvalita obydlí. Nebyly však nalezeny žádné doklady katastrofického zánik osady, spíše obyvatelstvo své domovy opustilo. Po přechodnou dobu zůstala lokalita neosídlena a poté se zde usazuje populace mladší kultury s vypíchanou keramikou, které bylo nazváno podle charakteristického způsobu zdobení keramiky. Kromě řady dalších nálezů bylo z tohoto období objeveno birituální (kostrové i žárové) pohřebiště u Miskovic. Dále byl na skalách nad kaňonem říčky Vrchlice proveden archeologický výzkum eneolitických hradišť Cimburk a Dänemark.
Kromě hlavního výzkumu z doby neolitu a eneolitu byly paralelně odkryty a prozkoumány i stopy raně středověkého osídlení z 10. až 12. století, tedy z období, které bezprostředně předcházelo založení současné vesnice Bylany, která původně patřila cisterciáckému klášteru v Sedlci.
Zdejší areál tak patří k nejlépe prozkoumaným pravěkým lokalitám nejen v České republice, ale v celé Evropě. Na základě podrobného rozboru zdejší keramiky sestavili archeologové Bohumil Soudský a Evžen Neustupný relativní chronologii kultury s lineární keramikou na území Čech. Rozbor surovin k výrobě nástrojů zase umožnil sledování obchodních kontaktů.

## Pracoviště Archeologického ústavu
Po zahájení velkoplošného archeologického výzkumu v roce 1955 zde v roce 1957 vzniklo detašované pracoviště Archeologického ústavu Československé akademie věd, nyní Archeologického ústavu Akademie věd ČR, které se skládá z několika původních dřevěných budov v malém oploceném areálu (na vratech lze stále nalézt původní tabulku s nápisem Československá akademie věd, Archeologický ústav, výzkum Bylany). Kromě všech výše popsaných výzkumů se toto pracoviště v roce 2008 významně podílelo na záchranném archeologickém výzkumu spojeném s výstavbou obchvatu Kolína na silnici I/38.

## Naučné stezky
Okolo základny Archeologického ústavu a archeologického naleziště prochází Naučná stezka Stříbrná stezka – jižní okruh (s informační tabulí Zastávka č. 10: Bylany – osada z mladší doby kamenné). Souběžně s touto naučnou stezku zde vede též turistická modrá trasa č. 1096, která zde ale nemá rozcestník. Dále zde prochází Cykloturistická naučná stezka okolo Kutné Hory (s informační tabulí Zastavení č. 21a: „U archeologů“). Kromě toho zde v současnosti má několik informačně bohatých plakátu též samotný Archeologický ústav, kromě textu obsahují i velké množství fotografií archeologických nálezů.

## Literární postava a natáčení filmu
Jako zajímavost lze uvést, že Bohumil Soudský byl předlohou postavy archeologa dr. Soudka v detektivních příbězích Václava Erbena (v nichž lze identifikovat řadu dalších osob i reálií z archeologického prostředí). V krimikomedii Poklad byzantského kupce z roku 1966 (podle stejnojmenné literární předlohy z roku 1964) hraje hlavní roli kapitána Michala Exnera Jiří Vala a roli archeologa dr. Soudka Jiří Sovák. Několik scén filmu se natáčelo přímo na archeologickém pracovišti v Bylanech (i když hlavní zápletka filmu je sice založena na archeologickém nálezu, který však s Bylany nesouvisí).

## Fotogalerie

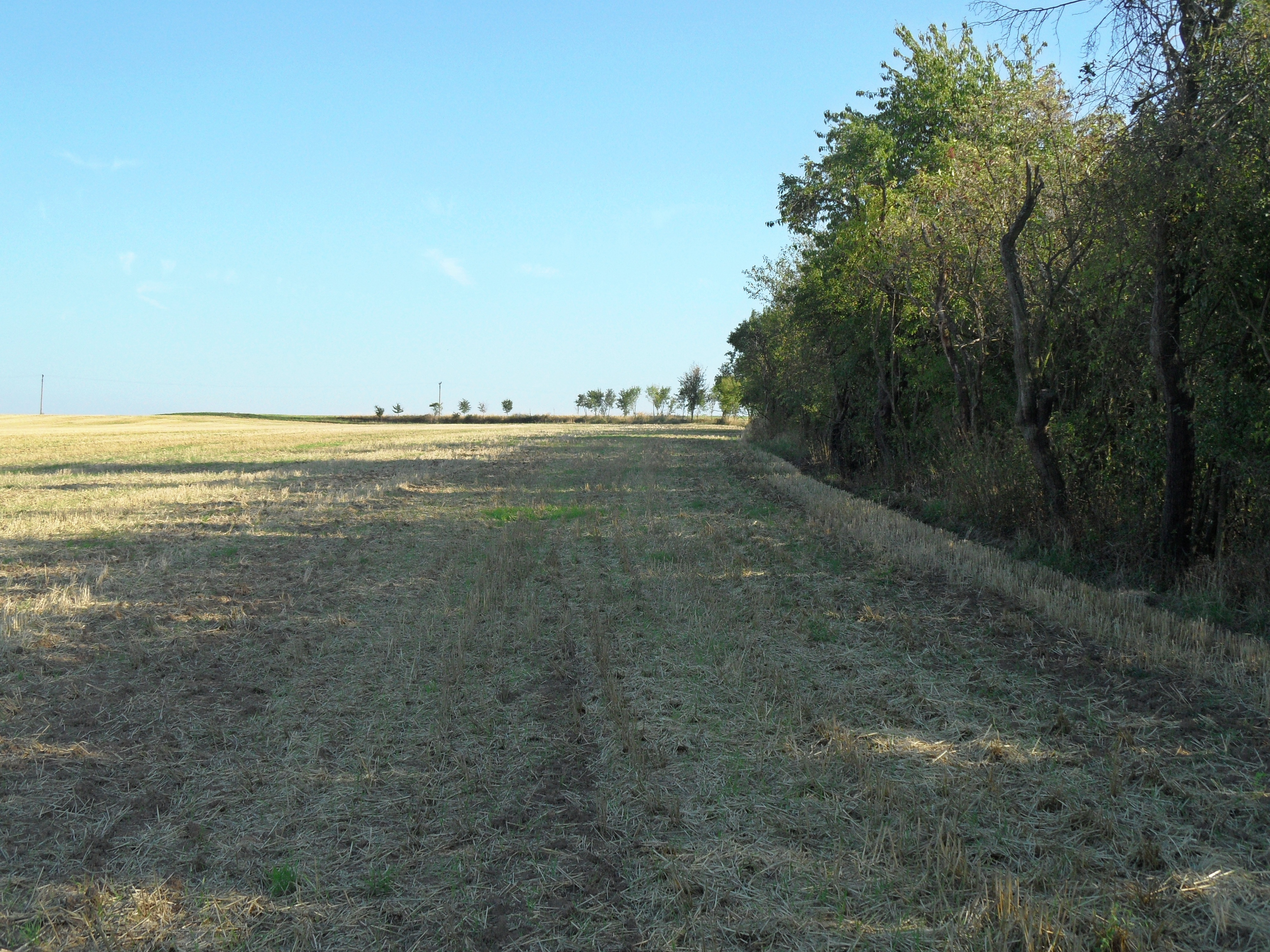
Archeologické naleziště: pohled na jih
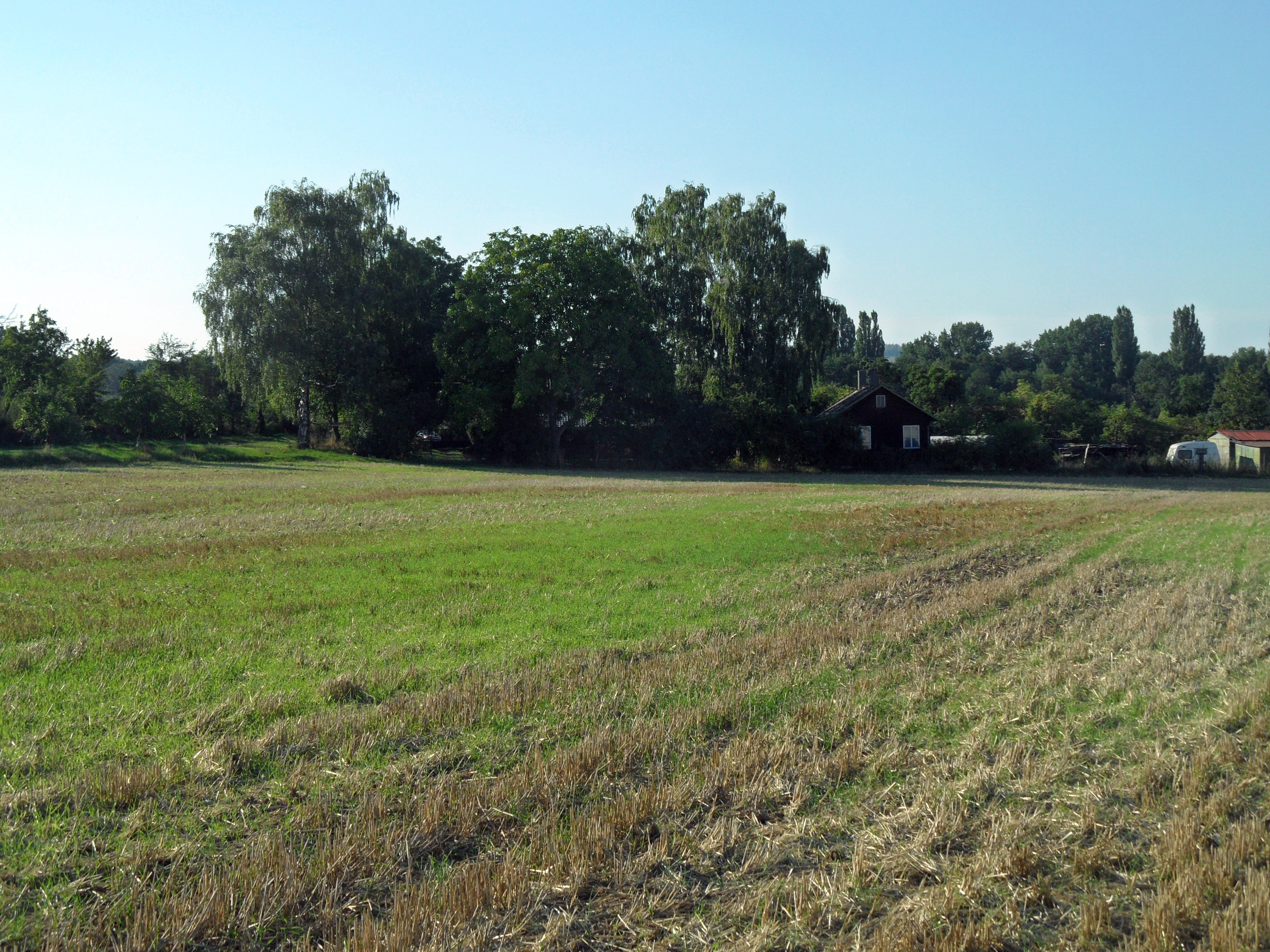
Archeologické naleziště: pohled SZ směrem
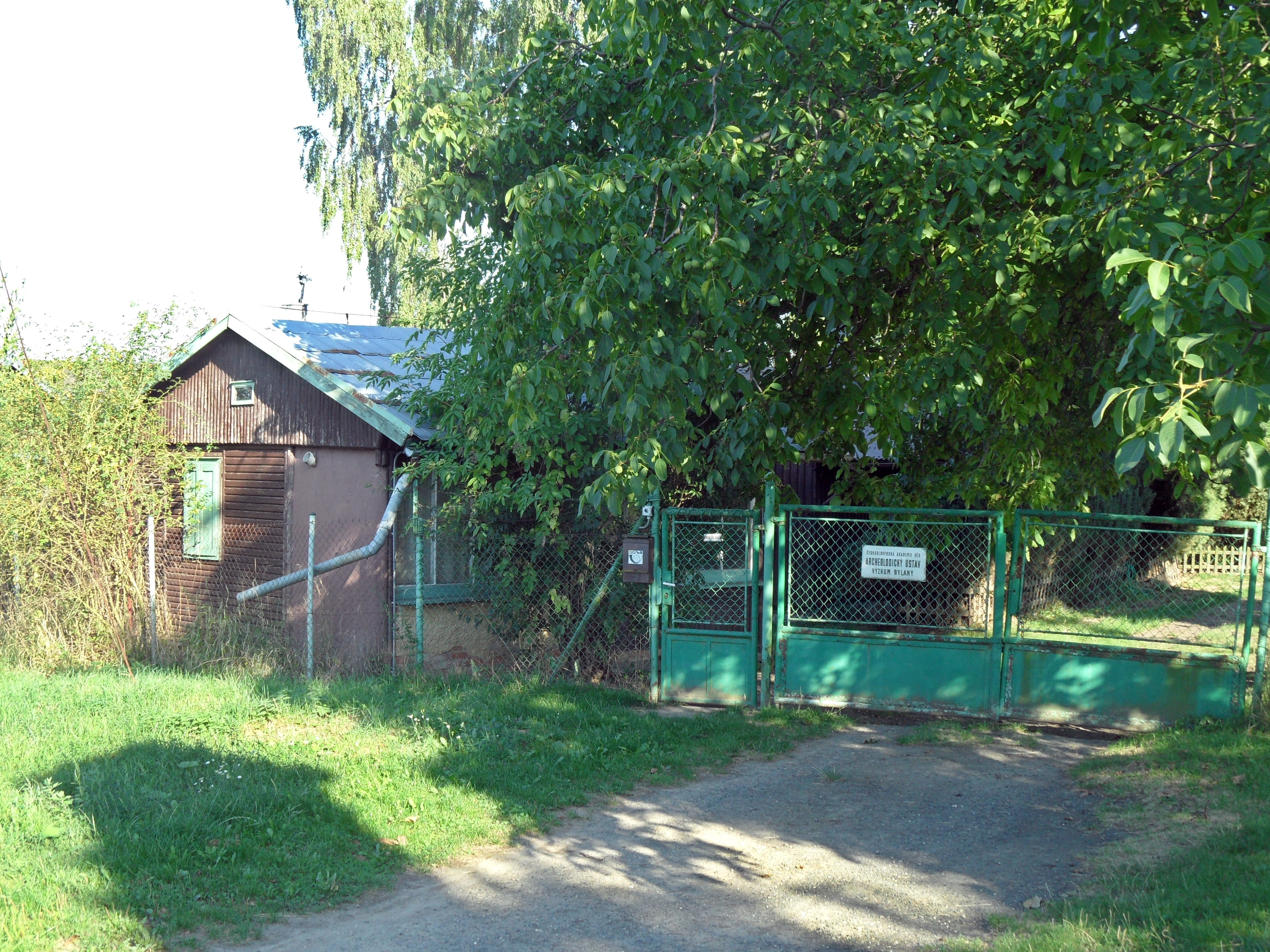
Budovy Archeologického ústavu AV ČR (od SZ)
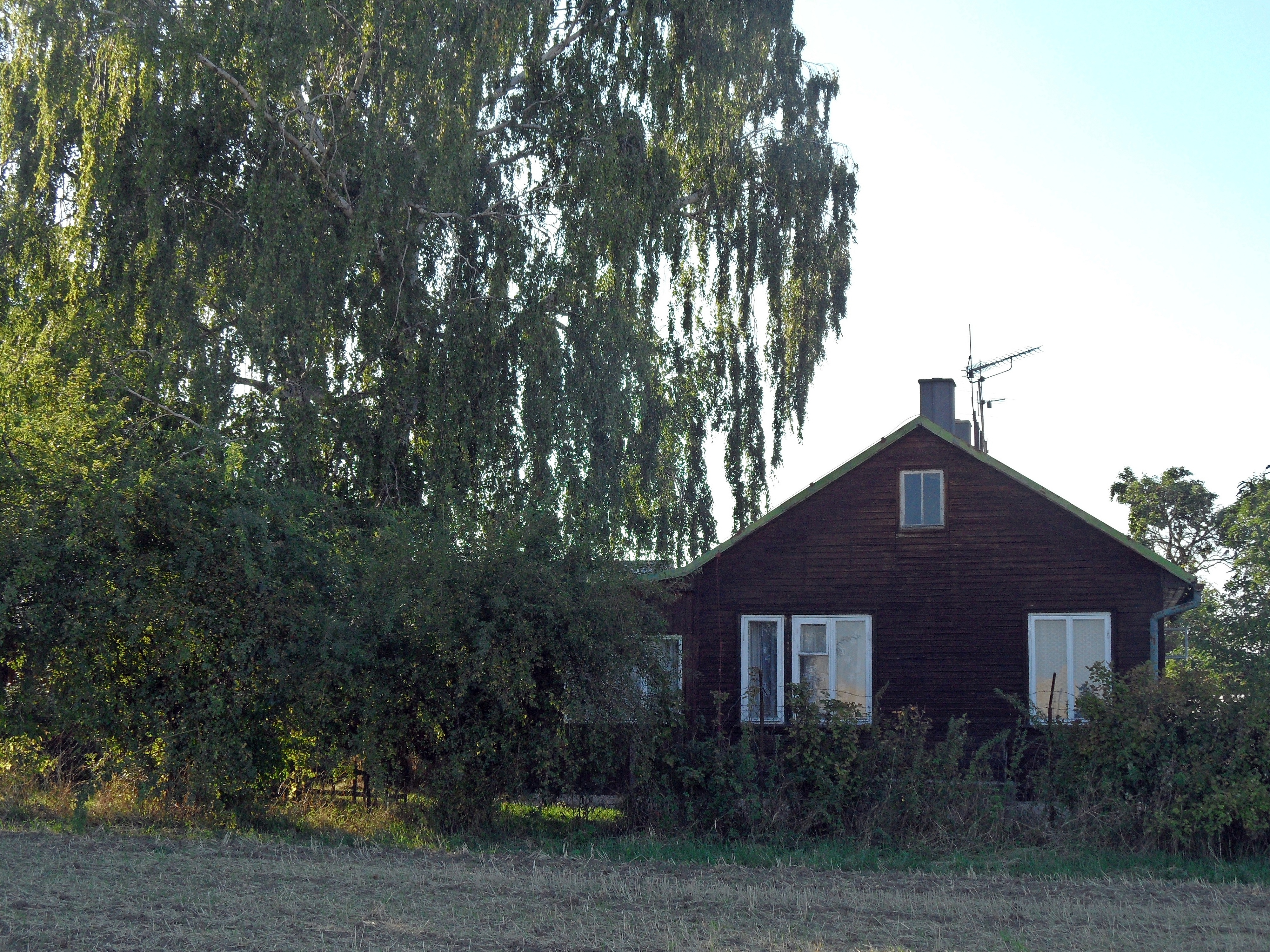
Budovy Archeologického ústavu AV ČR (jih)
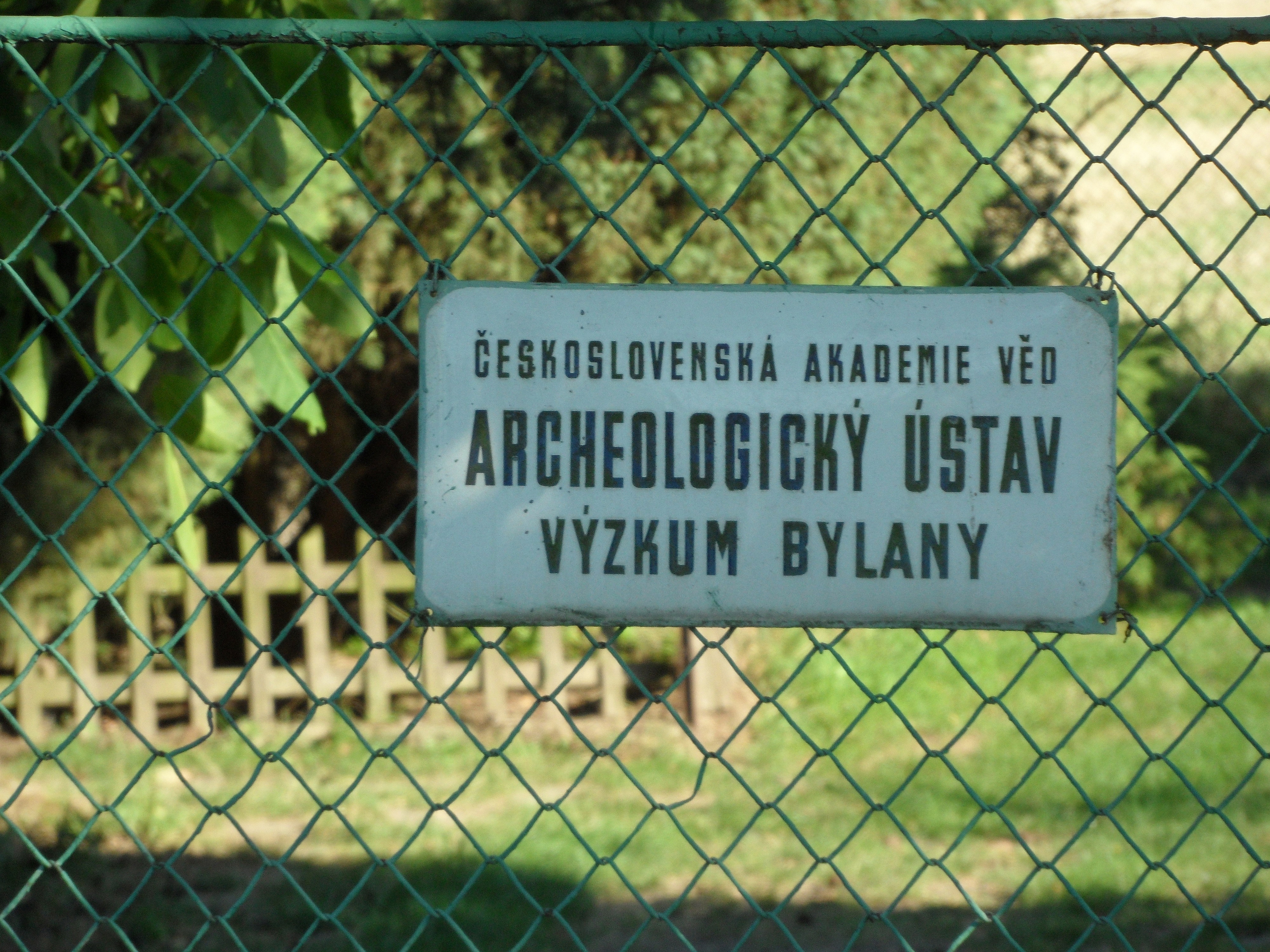
Dochované původní označení Výzkum Bylany